# Vanquish
Vanquish (яп. ヴァンキッシュ Ванкиссю) — игра в жанре шутер от третьего лица для приставок PlayStation 3 и Xbox 360. Разработана компаниями Platinum Games и Straight Story, выпущена Sega.
Руководитель игры — Синдзи Миками, «отец» серии игр Resident Evil. Версия для Windows была выпущена в Steam 25 мая 2017 года.
Позднее, компанией было объявлено о выходе сборника Bayonetta & Vanquish 10th Anniversary Bundle, в рамках которого будут выпущены обновленные версии игр Vanquish и Bayonetta с поддержкой 4K и 60fps. Сборник вышел 18 февраля 2020 года на PlayStation 4 и Xbox One.

## Сюжет
В конце двадцатого столетия численность населения Земли перевалила за десять миллиардов и продолжала расти.
Это привело к недостатку пищи и энергии, в результате чего вскоре на планете то и дело стали вспыхивать жестокие войны за природные ресурсы. Наступила эпоха всеобщего страха, тревоги и неуверенности в будущем. В это тяжелое время Соединённые Штаты Америки возложили все надежды на космическую колонию «SC-01 Providence» (рус. Космическая колония-1 «Провидение»), способную собирать и передавать на Землю солнечную энергию узким микроволновым лучом. Однако социальные проблемы Земли и глобальный экономический кризис не обошли стороной и Америку.
На «SC-01 Providence» вторглись войска организации «Русская звезда» (англ. The Order of the Russian Star), в результате переворота захватившей власть в России. Агрессоры создали мощное космическое оружие из преобразователя солнечной энергии и испытали его на мирных жителях Сан-Франциско. Так «Русская звезда» развязала войну и потребовала безоговорочной капитуляции США в течение десяти часов под угрозой полного уничтожения Нью-Йорка.
Категорически не желая подчиняться захватчикам, американский президент отдаёт войскам приказ незамедлительно вернуть колонию под контроль США. Руководителем операции назначен подполковник Роберт Бёрнс. Важная роль в этом сложном и опасном деле уготована также агенту DARPA Сэму Гидеону (которого в английской версии озвучил актёр Гидеон Эмери): ему предстоит в боевых условиях испытать прототип нового и уникального оружия. Сэм встречается с Бёрнсом и его солдатами, но на их базу нападает армия русских роботов, сразу десятки солдат погибают, улетая в космос при взрыве станции. Все солдаты улетают на кораблях, кроме Бёрнса, Сэма и ещё десяти солдат. Один из солдат — сержант Мартинес находит последний корабль, на котором улетают все оставшиеся, включая Сэма и Бёрнса. Позже они организовывают спец-отряд, куда входят 10 солдат, среди которых: сержант Билл Мартинес, капрал Джон Бэйкер, лейтенант Эдвард Спаниан, Даниэль Ламберт, Смитт Миками и другие. Позже одного из солдат «группы Браво», названной так Робертом Бёрнсом, ранят; Сэм пытается его спасти, но вскоре этот солдат умирает, а на его место встаёт новый солдат.
Позже происходит встреча с Зайцевым — главным злодеем. Билл, даже спасает жизнь Сэму. Бёрнс и Сэм едут на специальном поезде будущего, но после того, как Сэм вышел, поезд взрывают вместе с Бёрнсом и командой. Поэтому некоторое время Сэму приходится действовать одному. Позже мы снова встречаемся с Бёрнсом и командой. Бёрнс закрывает шлюз и солдаты, оставшиеся снаружи не могут зайти во внутрь, вскоре умирая от утери кислорода. Вскоре оказывается, что президент и Бёрнс были на стороне Зайцева. Бёрнс убивает доктора Кэндела и направляет выживших солдат на Сэма. Сэм убивает некоторых солдат и сражается с Бёрнсом. Бёрнс понимает, что был не прав и уже смертельно раненый, окружённый своими солдатами, направляет Сэма на выход. Сэм сражается с супер-роботами Зайцева, после чего станция взрывается, но Сэм успевает уйти. Когда об этом узнаёт президент, она убивает себя.

## Геймплей

Сэм Гидеон сражается с русскими роботами.

Игроки управляют Сэмом Гидеоном. Он агент из DARPA, облачённый в уникальный боевой костюм. Костюм имеет различные возможности, делающими игру во многом уникальной в своём жанре. Если игрок получает слишком много повреждений, то костюм автоматически перейдёт в режим расширенной реальности (англ. AR Mode), который замедляет время, помогая игроку не быть убитым. Игрок также может вручную ввести «AR Mode»: нужно удерживать кнопку нацеливания, одновременно уклоняясь, тем самым с лёгкостью убивая врагов. В любой момент игрок может использовать ускорители, чтобы быстро перемещаться по локации, но все эти возможности ведут к перегреву костюма, и нужно немного времени, чтобы остыть.
Вооружение Сэма состоит из оружия системы «Блэйд» (англ. BLADE) и двух типов гранат: осколочной гранаты и электромагнитной, последняя оглушает врагов на некоторый период времени. Система «Блэйд» может хранить сразу три оружия (в общей сложности существует восемь типов оружия); если игрок сталкивается с новым типом, с помощью специального меню можно поменять оружие. Оружие можно модернизировать путём сбора обновлений или путём сбора оружия того же типа. Обновление оружия улучшает его способности, например максимальное количество боеприпасов, точность или радиус взрыва. Игроки могут помогать раненым союзникам, чтобы заработать больше оружия. На нормальном уровне сложности и выше характеристики оружия ухудшаются, если игрок умирает.
Также механика геймплея включает использование взрывчатых веществ и стационарных турелей в определённых локациях, угон вражеской техники и даже возможность применения сигарет для отвлечения противника. Наиболее важным нововведением является реактивное скольжение, которое позволяет игроку перемещаться по локации с большой скоростью. Игра также имеет уникальные завершающие титры, которые являются интерактивными и выполнены в жанре рельсового шутера.

## Разработка игры
По словам руководителя игры Синдзи Миками, на создание игры, а также её дизайн его вдохновил научно-фантастический аниме-сериал Neo-Human Casshern, который был выпущен в 1970 году компанией Tatsunoko Production. Миками изначально хотел создать такую же игру, как и Neo-Human Casshern, но с оружием из God Hand. Однако, делая Vanquish шутером, Миками старался сохранить от аниме «чувство скорости», которая является причиной, почему он ввёл механическое повышение. Движком игры является Havok.
Разработка игры началась в 2007 году, а первый трейлер игры был выпущен в январе 2010 года. Это первая игра, разработанная Синдзи Миками в компании Platinum Games. Основная работа над Vanquish велась на PlayStation 3 из-за того, что команда имела меньше опыта на консоли от Sony, поэтому и уделила особое внимание PS3-версии игры, а потом портировала её на Xbox 360.  В мае 2017 игра была выпущена версия для PC.
Чтобы отпраздновать десятилетнюю годовщину игры, Sega анонсировала сборник Bayonetta & Vanquish 10th Anniversary Bundle для PlayStation 4 и Xbox One. Розничная версия помимо игры включает в себя Steelbook, копии игр Vanquish и Bayonetta на одном диске с поддержкой 4K 60fps для пользователей PlayStation 4 Pro и Xbox One X. Обе игры также можно приобрести в цифровом виде по отдельности или вместе по сниженной цене. Набор к 10-летию был выпущен 18 февраля 2020 года.

## Музыка
Vanquish Original Soundtrack (яп. ヴァンキッシュ オリジナルサウンドトラック Ванкиссю Оридзинару Саундоторакку) был выпущен 27 октября 2010 года лейблом Wave Master в Японии. Саундтрек содержит 3 компакт-диска. Музыка была написана Масафуми Такадой, Эриной Нивой и Масакадзу Сугимори.
| №                   | Название                     | Музыка              | Длительность |
| ------------------- | ---------------------------- | ------------------- | ------------ |
| 1.                  | «Title»                      | Масафуми Такада     | 2:25         |
| 2.                  | «Tutorial»                   | Масафуми Такада     | 3:52         |
| 3.                  | «Mission Select»             | Масафуми Такада     | 4:10         |
| 4.                  | «Opening»                    | Эрина Нива          | 5:15         |
| 5.                  | «Breaking into the Colony»   | Эрина Нива          | 3:49         |
| 6.                  | «First Battle»               | Эрина Нива          | 4:25         |
| 7.                  | «Third Spaceport Lobby»      | Эрина Нива          | 4:22         |
| 8.                  | «Normal Battle»              | Масафуми Такада     | 3:17         |
| 9.                  | «Argus’s Menace»             | Эрина Нива          | 0:48         |
| 10.                 | «Argus Battle»               | Масафуми Такада     | 4:20         |
| 11.                 | «East Deck Passageway»       | Эрина Нива          | 2:42         |
| 12.                 | «Battle on the East Deck»    | Масафуми Такада     | 4:13         |
| 13.                 | «In the Thick of the Battle» | Масафуми Такада     | 2:57         |
| 14.                 | «Highway 18»                 | Эрина Нива          | 4:18         |
| 15.                 | «Bogey Appears»              | Эрина Нива          | 1:12         |
| 16.                 | «Bogey Battle»               | Эрина Нива          | 3:17         |
| 17.                 | «Tactical Challenge»         | Масафуми Такада     | 2:20         |
| 18.                 | «Belt Conveyer Area»         | Масафуми Такада     | 5:33         |
| 19.                 | «Freight Train in Midair»    | Масафуми Такада     | 0:49         |
| 20.                 | «Freight Train Battle 1»     | Масакадзу Сугимори  | 3:24         |
| 21.                 | «Collision Alarm»            | Эрина Нива          | 1:47         |
| 22.                 | «Burns’s Fall»               | Масафуми Такада     | 1:06         |
| 23.                 | «Freight Train Battle 2»     | Масафуми Такада     | 3:43         |
| Общая длительность: | Общая длительность:          | Общая длительность: | 74:04        |

| №                   | Название                                  | Музыка              | Длительность |
| ------------------- | ----------------------------------------- | ------------------- | ------------ |
| 1.                  | «North Airport ~ Argus 2 Battle»          | Эрина Нива          | 4:02         |
| 2.                  | «Communication in the Large Lift»         | Эрина Нива          | 1:29         |
| 3.                  | «Grandhill»                               | Масафуми Такада     | 3:35         |
| 4.                  | «Grandhill Halfway Up»                    | Масафуми Такада     | 3:52         |
| 5.                  | «Assault to Argus»                        | Масафуми Такада     | 1:11         |
| 6.                  | «Grandhill’s Highest Part»                | Эрина Нива          | 4:43         |
| 7.                  | «The Colony’s Residential Area»           | Масафуми Такада     | 6:37         |
| 8.                  | «Battle in the Colony’s Residential Area» | Масафуми Такада     | 5:57         |
| 9.                  | «Shock»                                   | Масафуми Такада     | 5:48         |
| 10.                 | «Option Menu»                             | Эрина Нива          | 3:21         |
| 11.                 | «Before the Central Highway»              | Масафуми Такада     | 0:56         |
| 12.                 | «Desperate Situation»                     | Масафуми Такада     | 3:45         |
| 13.                 | «Monorail Battle»                         | Эрина Нива          | 3:16         |
| 14.                 | «Kreon’s External Battle»                 | Масафуми Такада     | 3:52         |
| 15.                 | «Kreon’s Interior»                        | Эрина Нива          | 3:27         |
| 16.                 | «Unknown Battle»                          | Масафуми Такада     | 3:33         |
| 17.                 | «Kreon’s Core Area»                       | Масафуми Такада     | 4:47         |
| 18.                 | «Kreon’s Deck Battle»                     | Эрина Нива          | 2:43         |
| 19.                 | «Gorgie Dance»                            | Эрина Нива          | 1:43         |
| 20.                 | «Kreon’s Destruction»                     | Эрина Нива          | 0:59         |
| 21.                 | «Retreat»                                 | Эрина Нива          | 0:55         |
| Общая длительность: | Общая длительность:                       | Общая длительность: | 70:31        |

| №                   | Название                   | Музыка              | Длительность |
| ------------------- | -------------------------- | ------------------- | ------------ |
| 1.                  | «Central Park»             | Эрина Нива          | 5:12         |
| 2.                  | «Battle in Central Park»   | Масафуми Такада     | 2:52         |
| 3.                  | «Grand Coulee Dam»         | Эрина Нива          | 3:08         |
| 4.                  | «Crystal Viper Battle 1»   | Масафуми Такада     | 3:57         |
| 5.                  | «Shelter»                  | Эрина Нива          | 2:25         |
| 6.                  | «The Colony’s Center»      | Масафуми Такада     | 6:02         |
| 7.                  | «Crystal Viper Battle 2»   | Масафуми Такада     | 4:18         |
| 8.                  | «Communication with Burns» | Эрина Нива          | 2:34         |
| 9.                  | «Showdown»                 | Масафуми Такада     | 5:24         |
| 10.                 | «Lift Battle»              | Эрина Нива          | 3:27         |
| 11.                 | «Heroic Demise»            | Масафуми Такада     | 4:35         |
| 12.                 | «Red and Blue»             | Эрина Нива          | 2:58         |
| 13.                 | «Final Battle»             | Эрина Нива          | 4:45         |
| 14.                 | «Bogey’s Glare»            | Эрина Нива          | 0:56         |
| 15.                 | «Game Over»                | Эрина Нива          | 3:10         |
| 16.                 | «Trap»                     | Эрина Нива          | 1:14         |
| 17.                 | «Conclusion»               | Эрина Нива          | 4:57         |
| 18.                 | «Staff Roll Shooting»      | Масафуми Такада     | 8:07         |
| 19.                 | «End Credit»               | Масафуми Такада     | 4:08         |
| Общая длительность: | Общая длительность:        | Общая длительность: | 74:09        |

## Оценки и мнения
| Сводный рейтинг       | Сводный рейтинг                                      |
| Агрегатор             | Оценка                                               |
| --------------------- | ---------------------------------------------------- |
| GameRankings          | - 83,97 % (X360) - 83,44 % (PS3) - 77,69 % (PC)      |
| Metacritic            | 84/100                                               |
| MobyRank              | 84/100 (X360) 86/100 (PS3)                           |
| Иноязычные издания    |                                                      |
| Издание               | Оценка                                               |
| 1UP.com               | B+                                                   |
| ActionTrip            | 7,9/10                                               |
| AllGame               | [ 23 ]                                               |
| CVG                   | 7,0/10                                               |
| Edge                  | 8/10                                                 |
| Eurogamer             | 9/10                                                 |
| G4                    | 3/5                                                  |
| GameFan               | 9,5/10                                               |
| Game Informer         | 7,75/10                                              |
| GamePro               | [ 30 ]                                               |
| GameRevolution        | B+                                                   |
| GameSpot              | 9,0/10                                               |
| GamesRadar+           | 9/10                                                 |
| GameTrailers          | 9/10                                                 |
| GameZone              | 7/10                                                 |
| IGN                   | 8,5/10                                               |
| OXM                   | 9,0/10                                               |
| Play (UK)             | 93 %                                                 |
| VideoGamer            | 8/10                                                 |
| GamesMaster           | 91 %                                                 |
| GamesTM               | 9/10                                                 |
| PSM3                  | 90 %                                                 |
| Thunderbolt           | 8/10                                                 |
| Русскоязычные издания |                                                      |
| Издание               | Оценка                                               |
| Absolute Games        | 50 %                                                 |
| PlayGround.ru         | 9,0/10                                               |
| «Игромания»           | 8/10                                                 |
| «Страна игр»          | 9,0/10                                               |
| Награды               |                                                      |
| Издание               | Награда                                              |
| Classic Game Room     | Игра года                                            |
| GameSpot              | Лучшая оригинальная игровая механика                 |
| GameSpot              | Лучшая игра, в которую никто не играл                |
| GamesRadar            | Самое большое количество «О, чёрт» моментов в минуту |
| IGN                   | Лучшая научно-фантастическая игра                    |
| X360                  | Лучший шутер                                         |

Vanquish получила положительные отзывы от критиков. Многие обозреватели хвалили визуальную составляющую, инновации в геймплее и быстрый темп игры, хотя некоторые также подвергли её критике за отсутствие мультиплеера, посредственный сюжет и банальные диалоги. GameTrailers отдала игре 9 баллов, отметив, что «трудно было бы себе представить замедленную игру, работающую в мультиплеере». Game Informer заявил: «Не удивляйтесь, если вы закончили ваше первое прохождение через четыре часа или меньше». Эта точка зрения была оспорена сценаристом Platinum Games Жан-Пьером Келламсом и журналом Eurogamer.
Журнал «Страна игр» оценила игру в 9 баллов из 10. Vanquish назвали классной игрой от Platinum Games, но журнал не рекомендует её всем игрокам.
Самый низкий балл дал сайт Absolute Games, который оценил игру в 50 %. В своём итоге критик советует тем, кто всё-таки хочет приобрести игру, «дождаться неизбежного падения цены до долларов пяти-семи».
Онлайн-шоу «Classic Game Room» назвали Vanquish «Игрой года», IGN дали игре награду в номинации «Лучшая научно-фантастическая игра», X360 дали награду в номинации «Лучший шутер» и дали игре от сайта GamesRadar награду за самые «чертовские» мгновения в минуту. GameSpot дали игре две награды как «Лучшая игра, в которую никто не играл» и «Лучшая оригинальная игровая механика». Под влиянием геймплея Vanquish многие компании-разработчики стали применять в своих играх похожую механику.
Её можно увидеть в таких играх как Bulletstorm, Crysis 2, Killzone 3, а также в шутере от третьего лица Binary Domain.

### Продажи
К концу 2010 года в Японии было продано более 820 000 копий игры, тем самым заняв в чартах четвёртое (версия для PS3) и четырнадцатое места (Xbox 360) по продажам.
Летом 2018 года, благодаря уязвимости в защите Steam Web API, стало известно, что точное количество пользователей сервиса Steam, которые играли в игру хотя бы один раз, составляет 143 289 человек.

## Версии и выпуски
При предзаказе игры с сайта GameStop в Северной Америке, вместе с ней покупатель получал загружаемый контент «Tri-Weapon», с новыми видами оружия, который позже стал доступен для приобретения в Xbox Live и PlayStation Network в ноябре 2012 года. Содержимое DLC было включено в последующие переиздания игры.
Несколько европейских розничных магазинов предлагали бесплатные копии игры Bayonetta с предварительным заказом Vanquish.